# Heinrich Hüper
Heinrich Hüper (* 1. Juli 1898 in Springe; † 31. Oktober 1983 in Syke) war ein deutscher Lehrer und Autor, der in Hochdeutsch und in ostfälischer Mundart geschrieben hat.

## Leben
Aufgewachsen ist Hüper mit zwei Geschwistern in Springe. Er verbrachte auch seine Schulzeit dort. Anschließend besuchte er die Präparandenanstalt in Rinteln mit dem Ziel, Lehrer zu werden. 1916, im Ersten Weltkrieg, musste er zunächst Soldat werden und kam 1918 in französische Gefangenschaft.
Nach seiner Entlassung aus der Kriegsgefangenschaft konnte er seine Ausbildung im Lehrerseminar in Einbeck fortsetzen, musste aber anschließend zunächst mit einer berufsfremden Tätigkeit in Hannover vorliebnehmen.
1921 konnte Hüper seine erste Lehrerstelle in Nordwohlde (heute: Stadt Bassum, Landkreis Diepholz) antreten.
Ab 1935 war er Lehrer in Hoya (damals Landkreis Grafschaft Hoya, heute Landkreis Nienburg). 1962 ging er als Konrektor in den Ruhestand. 1963 erfolgte der Umzug nach Syke in ein neu erbautes Haus. 1983 ist Hüper dort verstorben.

## Werke
- Wat Jan un Harm sik so vertellt. Un wie ‘t so togeiht inner Welt. Vergnögte un ernsthaftige Vertellers und Schillerantjes ut us‘ Heimot. Schriften aus der Grafschaft Hoya, Bd. 1. Knauer, Syke u. Hoya 1968; 120 S. m. Ill.
- mit Robert Oelmann u. Erich Rendigs: Wat Jan un Harm sik so vertellt. Un wie ‘t so togeiht inner Welt. Vergnögte un ernsthaftige Vertellers und Schillerantjes ut us‘ Heimot. Schriften aus der Grafschaft Hoya, Bd. 2. Knauer, Syke u. Hoya 1969; 182 S.
- Geschichte(n) aus dem Deisterland. Kurzweilige Erzählungen und Berichte als Beitrag zur Kulturgeschichte des Calenberger Landes aus der Sicht eines Bürgers der Stadt Springe. Mit Zeichnungen des Verfassers, zusammengestellt von Wilhelm Netzel; Holtzmeyer, Braunschweig 1984; 174 S.; ISBN 3-923722-05-2
- (Beitrag in): Twüschen Hameln un Chöttingen. (Anthologie), Peine 1987
- 10 Zeichnungen in: Fritz Helfers (Hoya): Mein Hoyaer Land. Bilder aus der Heimatgeschichte. Hrsg.: Kreislehrerverein Grafschaft Hoya; Klatte, Hoya 1950
- Beiträge in den Zeitungsbeilagen „Heimat zwischen Dehmse und Hunte“ (1951), „Unter dem Bärenschild“ (1953 bis 1958) und in „Heimatblätter des Landkreises Diepholz“ (1977/78)